# 16644 Otemaedaigaku
16644 Otemaedaigaku è un asteroide della fascia principale. Scoperto nel 1993, presenta un'orbita caratterizzata da un semiasse maggiore pari a 2,3048687 UA e da un'eccentricità di 0,1488296, inclinata di 6,74440° rispetto all'eclittica.